# Paweł Mossor
Paweł Mossor (ur. 31 grudnia 1831 w Myślenicach, zm. 15 maja 1924 w Sanoku) – polski sędzia, c. k. radca dworu.

## Życiorys
Urodził się 31 grudnia 1831 w Myślenicach. W okresie zaboru austriackiego wstąpił do służby sądowniczej. Od około 1856 był protokolantem (niem. Actuar) w C. K. Sądzie Powiatowym w Brodach, następnie od około 1858 był adjunktem sądowym w C. K. Sądzie Krajowym we Lwowie. Od około 1862 był adjunktem w C. K. Sądzie Powiatowym w Przeworsku, a od około 1865 adjunktem w C. K. Sądzie Powiatowym w Wiśniczu, którego około 1866/1867 został kierownikiem, a od około 1868 był tam sędzią powiatowym. Równolegle został komisarzem domu otwartego 25 czerwca 1868 Zakładu Karnego dla męskich skazańców w Wiśniczu. Od około 1874 w randze radcy był przydzielony do C. K. Sądu Obwodowego w Tarnowie (początkowo jako kierownik sądu powiatowego delegowanego miejskiego). Od około 1886 do około 1890 był radcą C. K. Sądu Krajowego Wyższego w Krakowie. Potem przeszedł do służby w C. K. Sądzie Najwyższym i Kasacyjnym w Wiedniu (K. K. Oberster Gerichts- und Kassationshof in Wien), początkowo jako radca extra statum od około 1891, od około 1892 jako radca dworu do około 1901. Później był określany jako emerytowany prezydent Senatu.

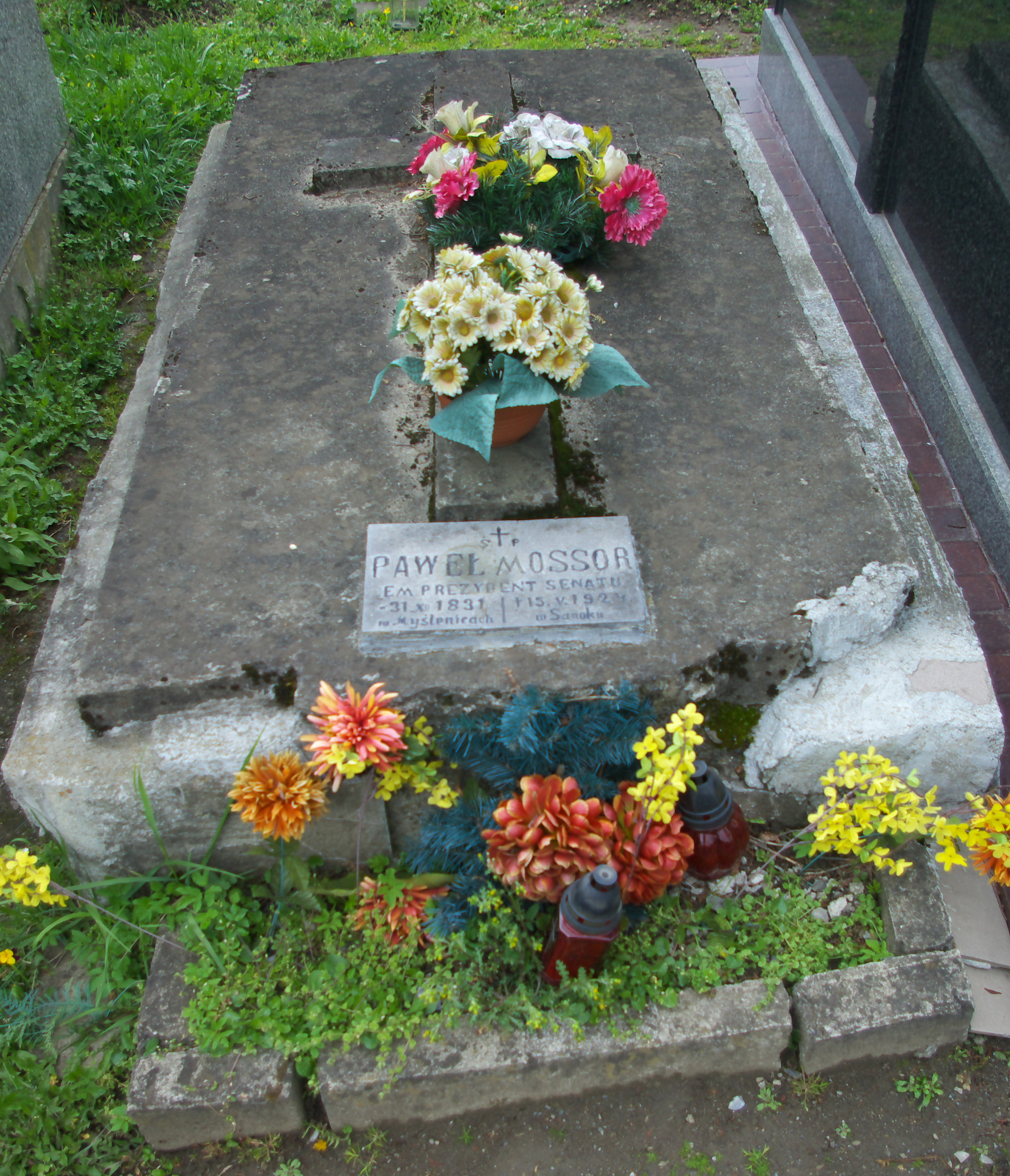
Nagrobek Pawła Mossora

W Wiśniczu był także radnym miejskim, a w 1868 otrzymał honorowe obywatelstwo tego miasta. Zmarł 15 maja 1924 w Sanoku w wieku 93 lat. Został pochowany na cmentarzu przy ul. Rymanowskiej w Sanoku 17 maja 1924. Był żonaty z Wincentą, zmarłą za jego życia. W Sanoku do końca życia żył także Ignacy Fido (zm. 1923), także radca dworu w wiedeńskim Sądzie Najwyższym, żonaty z Teodorą Mossor.

## Odznaczenia
austro-węgierskie
- Krzyż Kawalerski Orderu Leopolda (1898)[56]
- Medal Honorowy za Czterdziestoletnią Wierną Służbę (przed 1900)[48]
- Medal Jubileuszowy Pamiątkowy dla Cywilnych Funkcjonariuszów Państwowych (przed 1900)[48]